# Rue des Pucelles
La rue des Pucelles (en alsacien : Jumpfergass) est une rue du centre de Strasbourg (Bas-Rhin) qui va de la place Saint-Étienne à la rue du Parchemin. 

## Histoire

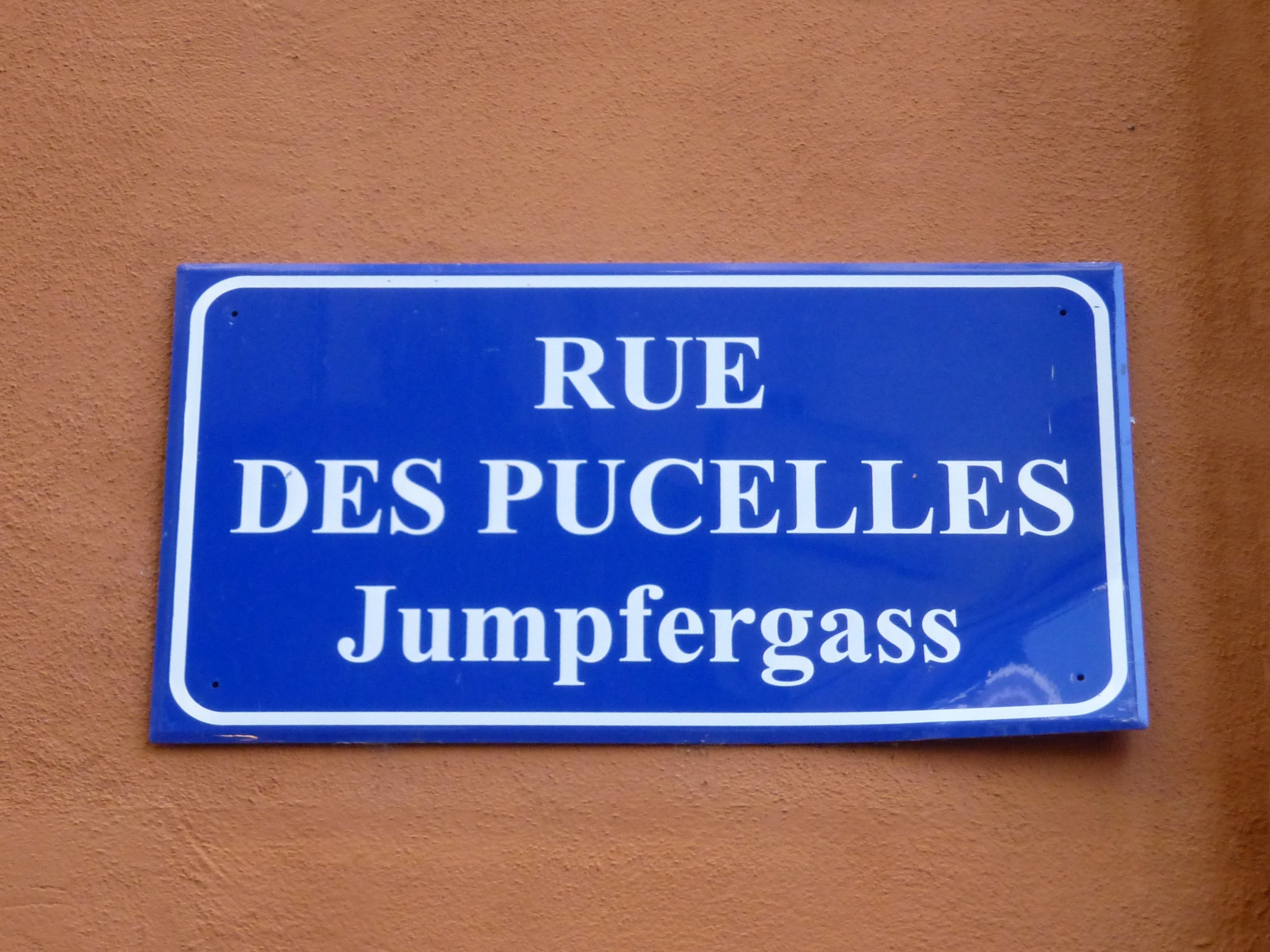
Plaque bilingue, en français et en alsacien.

C'est une voie très ancienne qui remonte peut-être au quadrillage de l'ancien camp romain.
Plusieurs hypothèses sont envisagées pour expliquer son nom. La plus répandue fait référence à l'auberge Zur Jungfrau, « à la Pucelle » (probablement la Vierge). L'usage populaire l'aurait transformé en nom commun et en pluriel. Selon d'autres interprétations, le nom de Jungfrau ferait pendant à celui de Juncker (« damoiseau »), que portait une maison de la rue, auquel cas Jungfrau signifierait « damoiselle ».
Avant d'adopter son nom actuel après de la Seconde Guerre mondiale, la voie a été désignée par de multiples dénominations successives, en allemand, en latin ou en français : Des Schoubes Gesselin (1292), Meister Johannes Engelbrechtes Gesselin (1300), Vicus magistri Engilberti (1312), Des Engelbrechtes Gasse (1320), Vicus quondam Nicolai militis (1345), Jungfrowengasse ( (1345), rue des Dames (1756), rue de la Pucelle (1764), rue de l'Héroïsme (1794),  rue des Pucelles (1823, 1918, 1945), rue de la Vierge (1856), Jungferngasse (1872, 1940), Jungfrauengasse (1880).

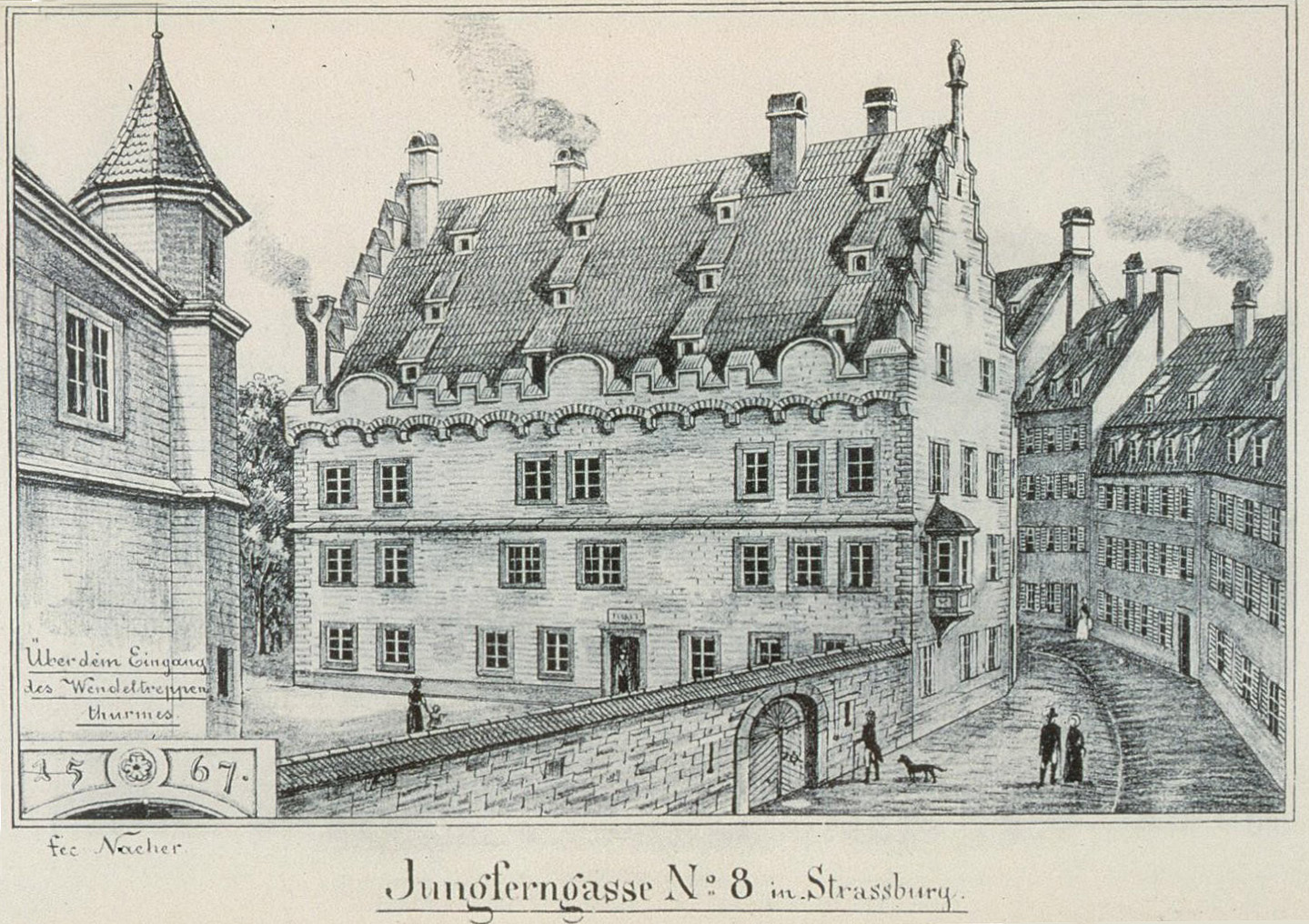
Jungferngasse no 8 in Strassburg [en 1567], représenté par Julius Naeher (de) en 1905.
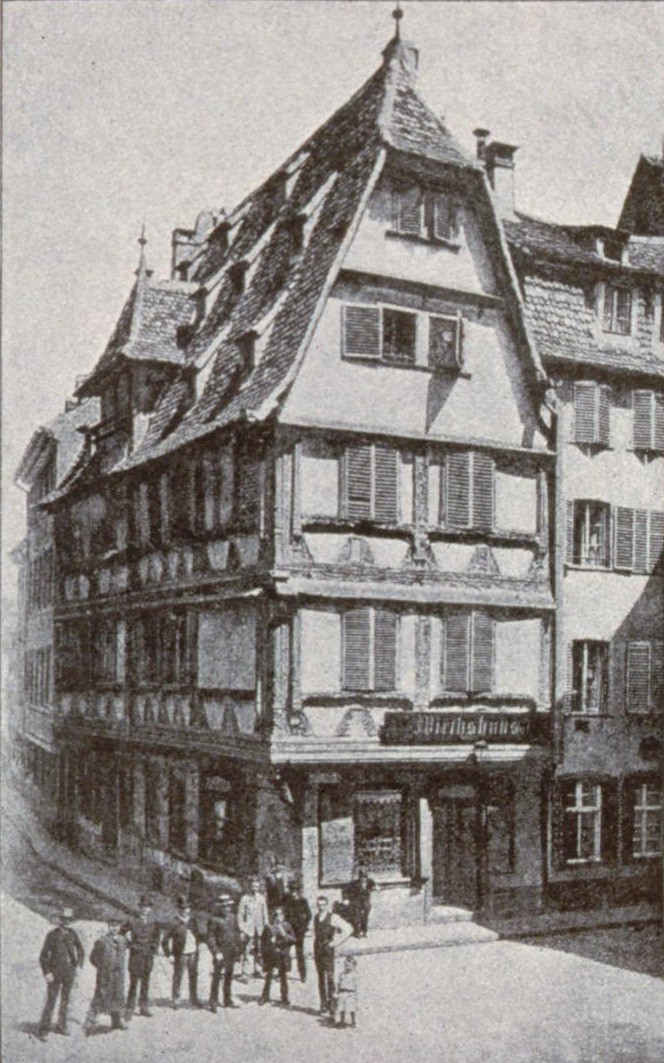
Angle de la rue des Pucelles et de la rue du Parchemin en 1894.
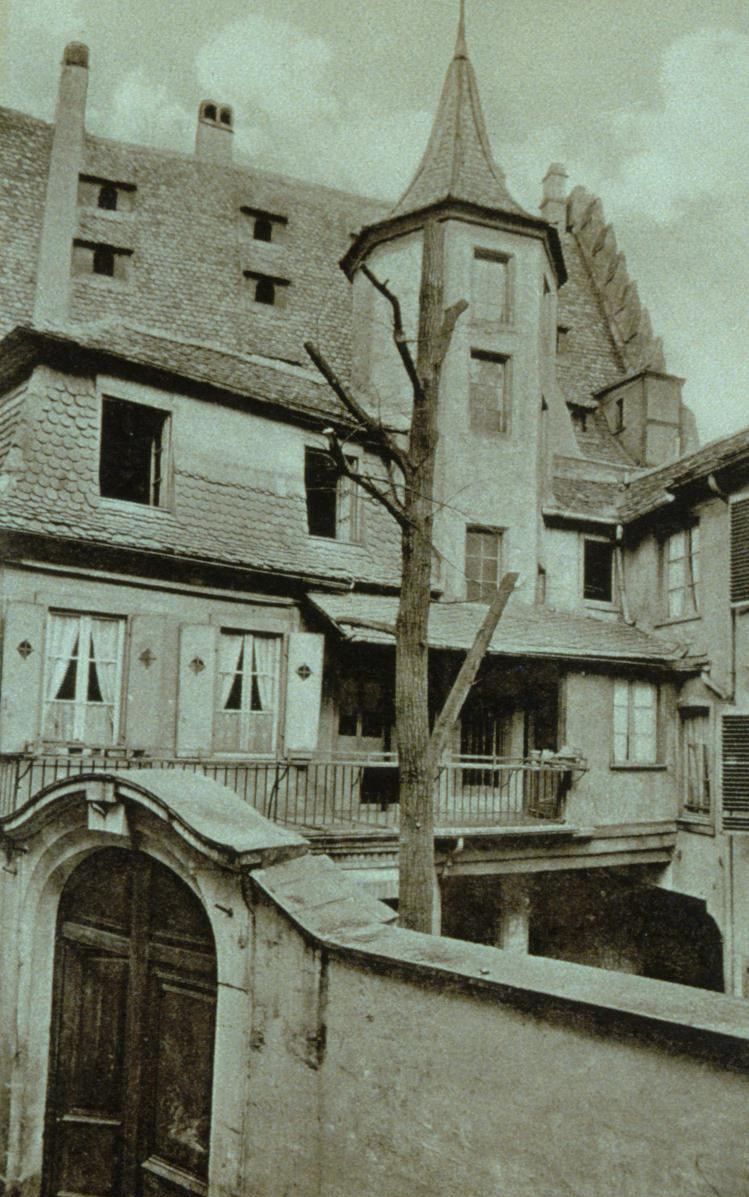
Photographie de 1911.

## Bâtiments remarquables
- no 1 : Vers 1730, cette vaste maison de rapport a été construite sur l'emplacement de bâtiments utilitaires (greniers à grains...) pour François Nicolas Gelb, receveur du chapitre de Saint-Pierre-le-Vieux[4]. Destinée à la location, elle est relativement sobre. Ainsi les fenêtres à encadrements de pierres de taille sont dépourvues d'ornements sculptés. La toiture à la Mansart est dotée de combles brisés. Le portail situé à droite ménage un passage vers la rue du Ciel[2].
- no 8 : Vers 1537[5], le comte Guillaume de Furstenberg achète une vaste demeure qu'il fait reconstruire en la fortifiant, ce qui n'est pas du goût du Magistrat de la ville de Strasbourg qui en fait détruire certains éléments, dont un pont-levis, après la mort du comte en 1549. Cependant d'autres ont été conservés, notamment les pignons à redents et, côté cour sur le mur gouttereau, le couronnement à merlons et créneaux. En 1567, Louis Gremp de Freudenstein ajoute la logette à écus armoriés côté rue et une tour d'escalier à vis côté cour[4].
L'édifice fait l'objet d'une inscription au titre des monuments historiques depuis 1929[6].
- no 9 : Cette maison et une partie du no 8 de la rue du Faisan ne formaient jusqu'en 1713 qu'une seule propriété, appartenant successivement au directeur de mines Jean Jacques Dahler (1646-1667), au greffier Jacques Simon Georgi jusqu'en 1691, puis au directeur de la fourniture des lits militaires Joseph Michel Petin[7].
- no 10 : Daté de 1547, selon une inscription sur la porte de la cave, cet ancien hôtel partage d'abord son histoire avec le no 8 voisin : les deux bâtiments ont eu les mêmes propriétaires jusqu'en 1780 et sont reliés par une cour commune dont le mur de clôture est percé par une porte cochère datée de 1567. Le no 10 se caractérise par un pignon sur cour, un oriel rectangulaire à voûte pendante à caissons[1], des fenêtres décorées de médaillons, des auvents en grès et une tourelle d'escalier pourvue d'un imposant limon hélicoïdal[4].
 L'édifice fait l'objet d'une inscription au titre des monuments historiques depuis 1929[8].
- no 11 : winstub Au Cruchon.
- no 12 : winstub  Au Coin des Pucelles.

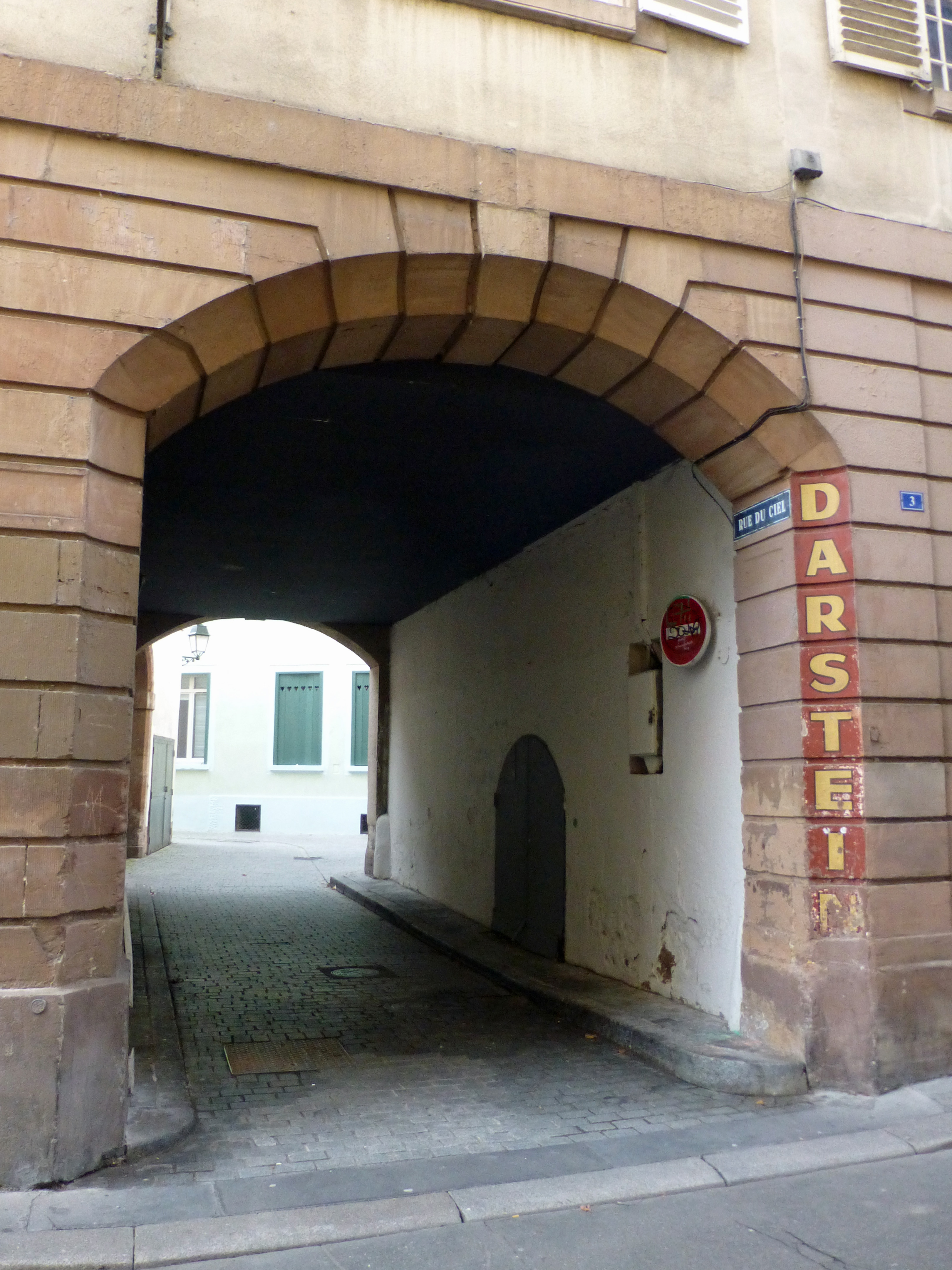
Passage vers la rue du Ciel, entre les nos 1 et 3.
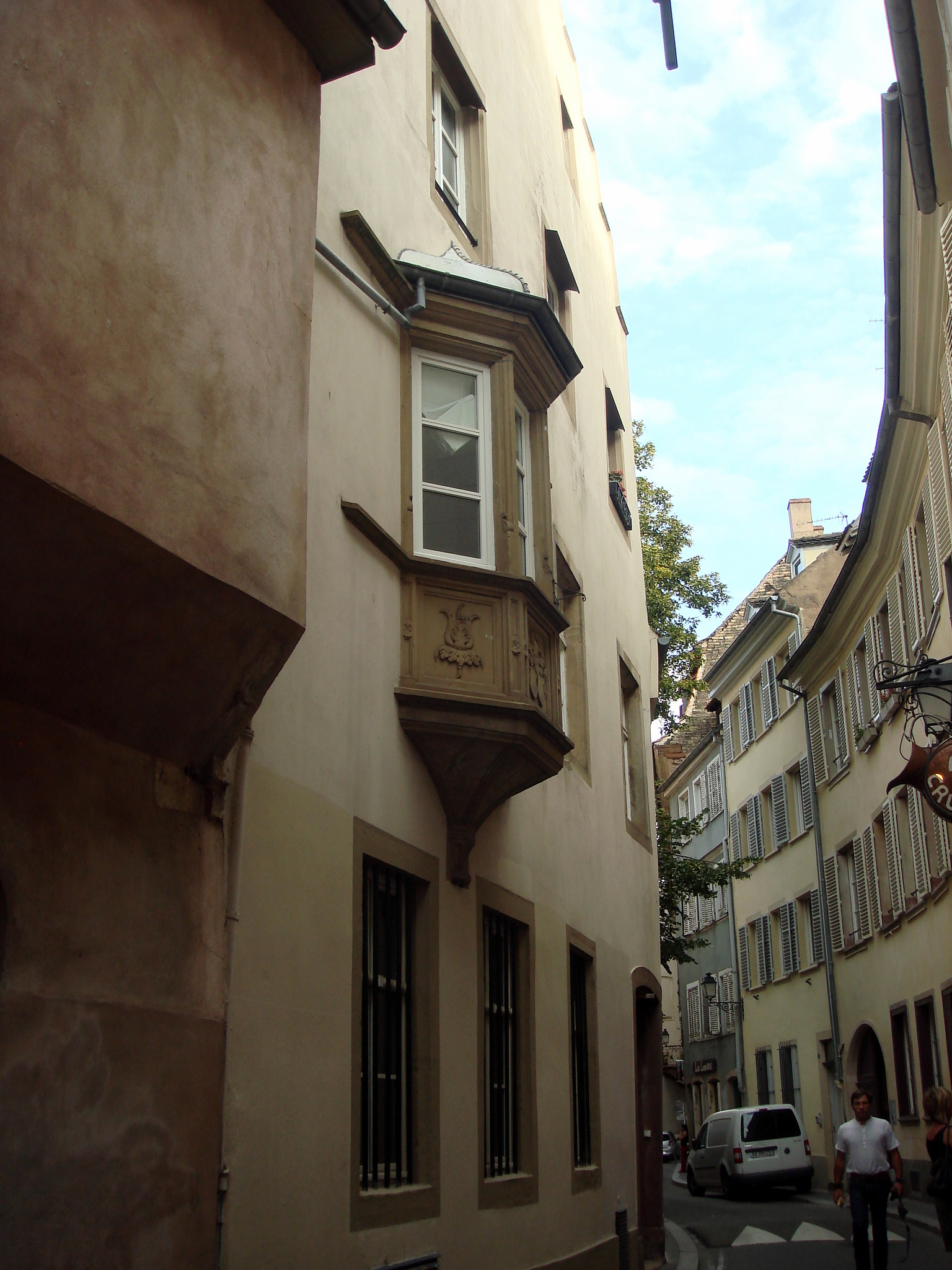
no 8
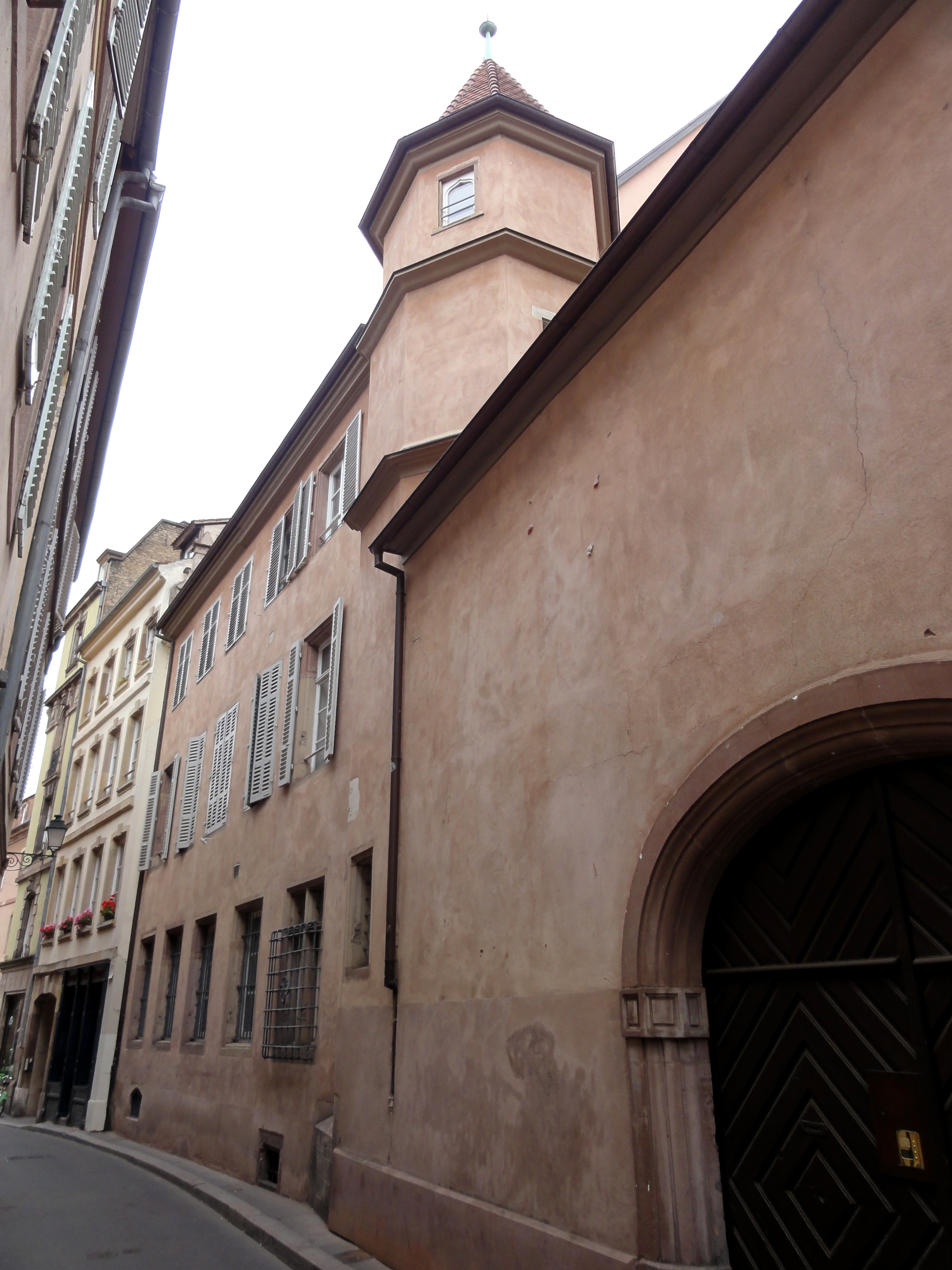
no 10.
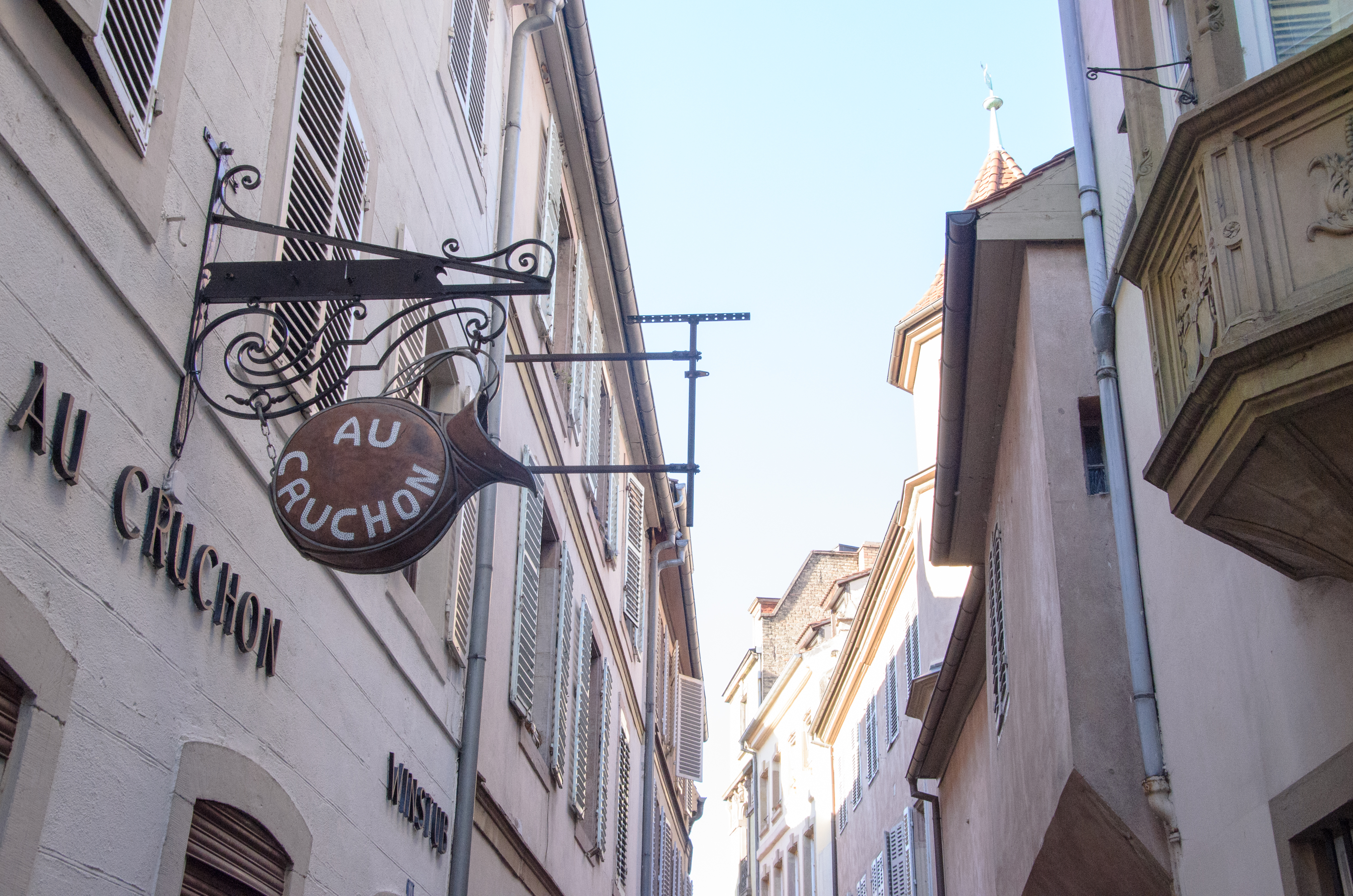
no 11 (Au Cruchon).
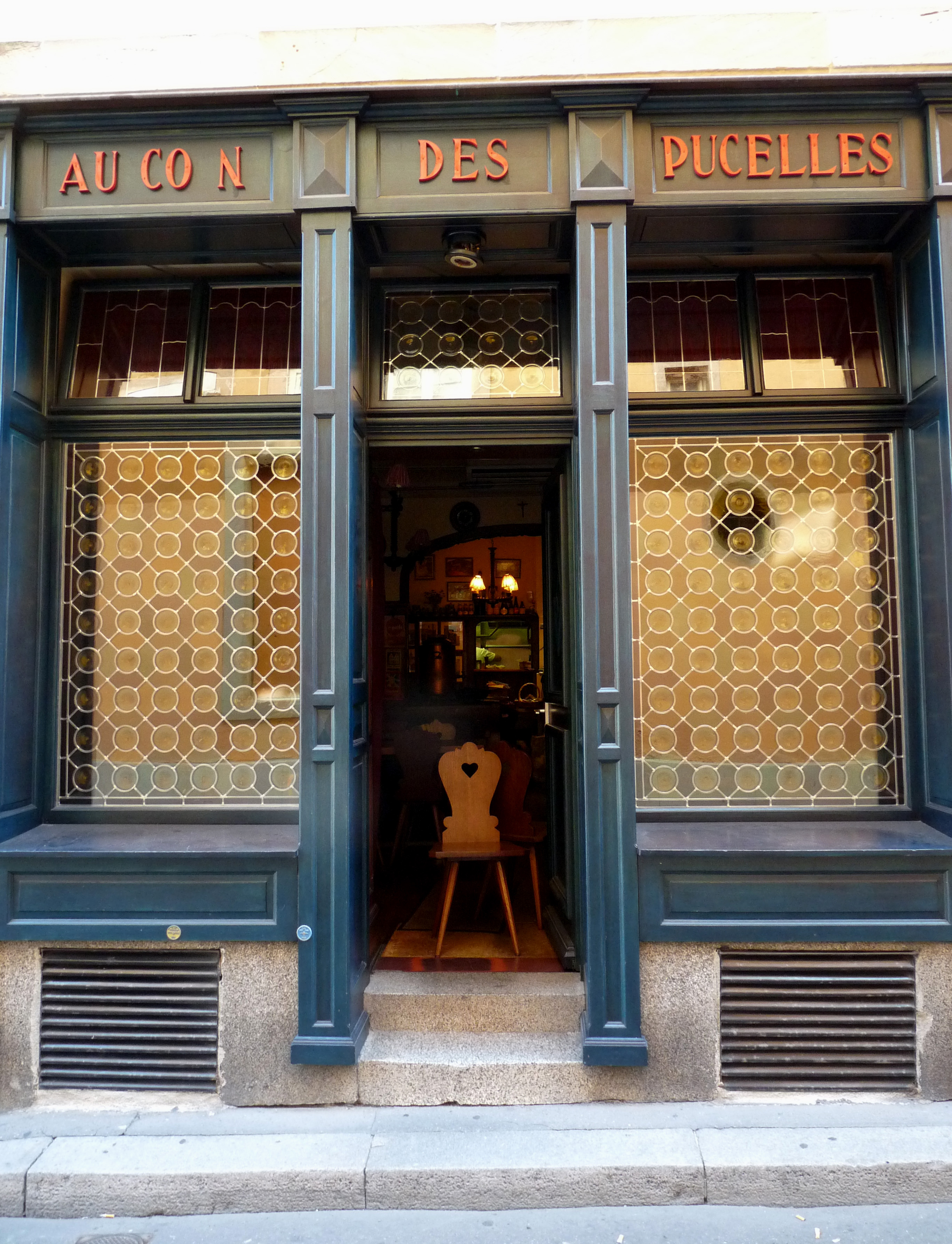
no 12 (Au coin des Pucelles).
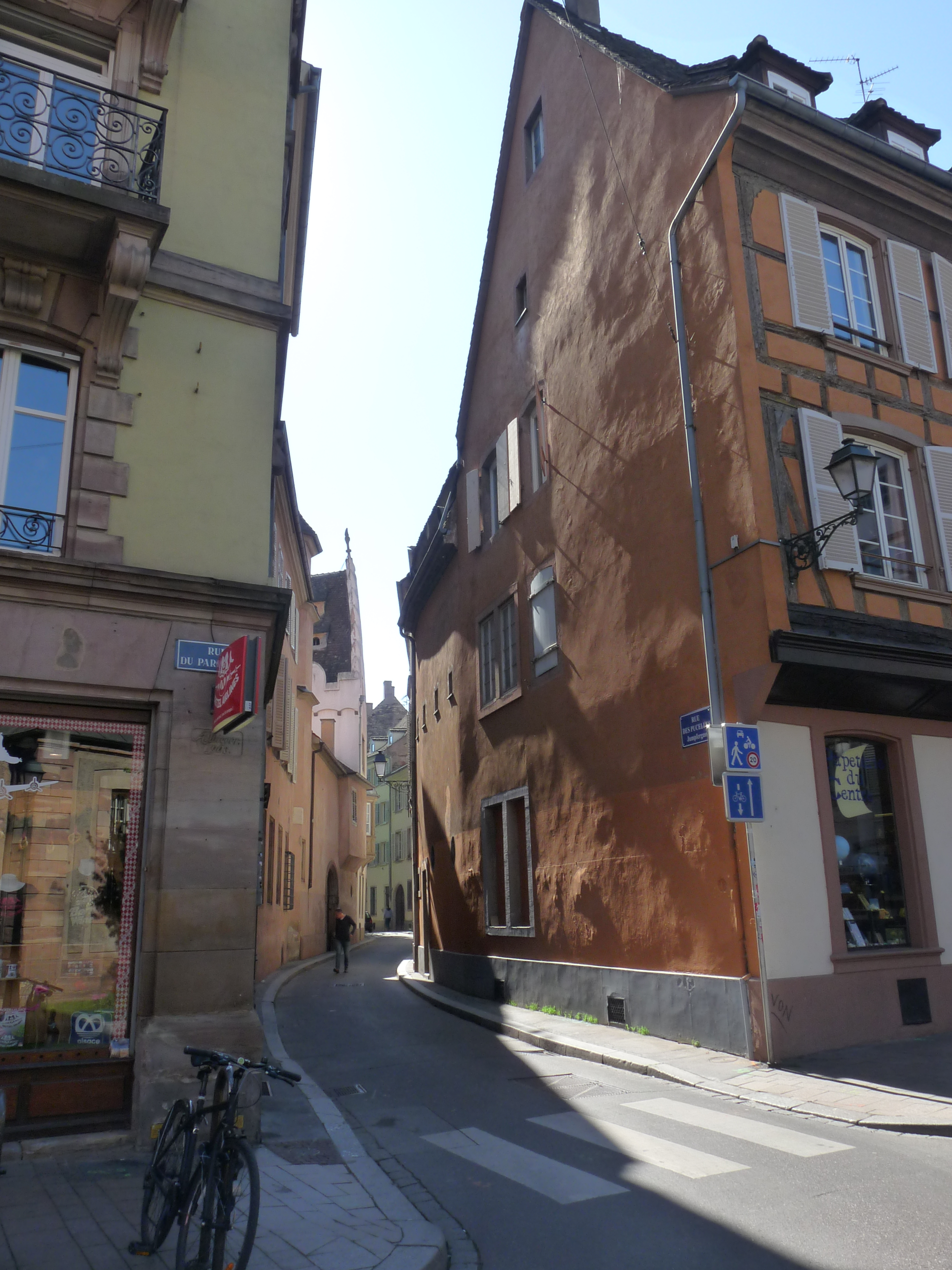
À l'angle de la rue du Parchemin.